# Phaistos
Phaistos (en grec ancien Φαιστός / Phaistós) ou Phestos en ancien français est une ancienne ville de Crète, située sur la côte sud de l'île, dans la plaine de la Messará, à quelques kilomètres de la mer.
Le site dégagé consiste essentiellement dans les vestiges d'un palais minoen et selon Guy Rachet « c'est avec celui de Cnossos le plus ancien des palais crétois ».
Contrairement au site archéologique de Cnossos, fouillé par Arthur Evans, qui a effectué des restaurations parfois discutées, le site est resté tel qu'il était lors de sa redécouverte par des archéologues italiens.
Phaistos, avec Cnossos et Amnisos, fait partie des noms qui ont permis à Michael Ventris d'élaborer les grilles ayant mené au déchiffrement du linéaire B.
Lors des fouilles du début du XXe siècle y a été trouvé le célèbre disque de Phaistos, objet de terre cuite qui a fait l'objet d'interprétations diverses et dont certains contestent l'authenticité.

## De la légende à l'histoire

Carte des principaux sites minoens

Homère décrit Phaistos comme « La ville au grand nombre d'habitants ». Ces derniers auraient participé à la guerre de Troie. Selon la mythologie, Phaistos fut gouverné par Rhadamanthe, le frère de Minos.
Le site était déjà occupé au Néolithique vers 3000 av. J.-C. comme en témoignent des vestiges de maisons et des outils.
Le palais de cette ville s'étend sur presque 8 300 m2, il est le deuxième plus grand de l'île après celui de Cnossos. C'est l'un des sites les plus importants de la civilisation minoenne. Deux ports dépendaient de la cité, Matala et Kommos.
À partir du IIe millénaire, une agglomération se constitue. Un premier palais est construit vers -1950 / -1900. Comme les trois autres palais de l'île de cette époque, Cnossos, Malia et Zakros, il reste mal connu. Ce premier palais est détruit vers -1700--1625, probablement à la suite d'un tremblement de terre.
Le second est reconstruit aussitôt mais n'a cette fois qu'une importance secondaire par rapport à la « villa d'Haghia Triada », située à quelques kilomètres. Il est détruit de nouveau vers -1450. On évoque aussi les dates de -1370/-1350.
Le site fut réoccupé par la suite. On a dégagé des vestiges de fortifications et de maisons datées de l'époque géométrique. Des vestiges d'un temple interprété comme dédié à Rhéa ont également été dégagés, et datés pour leur part de l'époque archaïque. Des maisons sont bâties à l'époque hellénistique au sud et sud-ouest du site mais détruites au IIe siècle av. J.-C.. Depuis l'époque romaine le site n'est occupé que par des fermes.

## Redécouverte et fouilles
Les archéologues italiens ont commencé les fouilles de Phaistos en 1900, sensiblement à la même époque que les fouilles d'Arthur Evans à Cnossos.

## Description

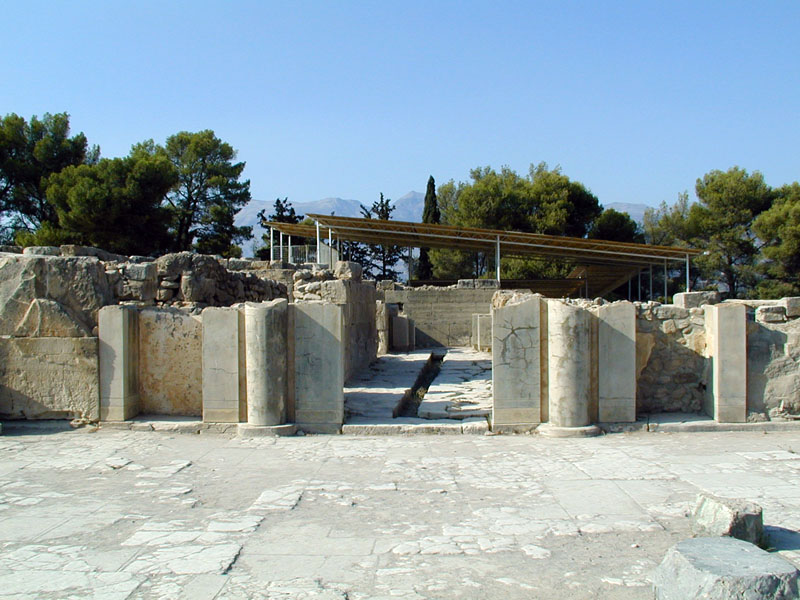
Entrée de l'aile principale du palais

La ville elle-même n'a pas fait l'objet de grands travaux de dégagements, l'essentiel des efforts consentis par les archéologues ayant porté sur le palais.
L'entrée du palais se faisait au nord-ouest par la cour haute. C'est une cour dallée, reste du premier palais. Le second palais a été construit 8 m en retrait du premier, ce qui a permis de conserver une partie des éléments de celui-ci.
- Grande cour de 51,50 m sur 22,30 m[2].

Au nord de la cour on trouve une porte avec colonnes, un couloir pour accéder aux appartements qui comportent mégaron, hall à péristyle.
- ouest : salles, magasins du premier palais, halls à colonnes avec escalier, esplanade pavée avec gradins[2].

Autour de cette cour rectangulaire centrale s'organisaient les quartiers fonctionnels comportant des magasins de stockage, des pièces à fonction religieuse et des salles d'apparat. Ce sont ces dernières qui ont suggéré aux spécialistes un pouvoir central. Au pied de la cour on trouve huit gradins de vingt-deux mètres de large. On suppose que le public s'y asseyait pour assister à des spectacles de taurokathapsies (des hommes ou femmes sautaient par-dessus les cornes d'un taureau) ou des cérémonies religieuses. Au sud-ouest de la cour, on peut apercevoir tout un complexe de magasins et d'énormes silos. Au sud, le labyrinthe est un complexe de pièces à caractère sacré, on y trouve deux bains lustraux et des murs gravés du symbole de la double hache.
Le quartier nord-est était un quartier d'habitations et d'ateliers. C'est dans un de ces ateliers que l'on a retrouvé le disque de Phaistos.

## Principales découvertes
Le disque est un objet en argile trouvé en 1908, daté du XVIIe siècle av. J.-C. et recouvert d'une écriture hiéroglyphique. De grands édifices à proximité de Phaistos, à Monastiraki, semblent avoir hébergé de hauts fonctionnaires.

## Protection
Phaistos est inscrite sur la liste du patrimoine mondial en 2025 par l'UNESCO, en tant que partie du bien « Centres palatiaux minoens ».